# Trechalea
Trechalea és un gènere d'aranyes araneomorfes de la família dels traquèlids (Trachelidae). Fou descrit per primera vegada per Tord Tamerlan Teodor Thorell l'any 1869.
Les espècies d'aquest gènere es troben a Amèrica del Sud, Amèrica central i al sud d'Amèrica del Nord.

## Taxonomia
Segons el World Spider Catalog amb data de 20 de gener de 2019 hi ha les següents espècies reconegudes:
- Trechalea amazonica F. O. Pickard-Cambridge, 1903 – Trinidad, Colòmbia, Brasil
- Trechalea bucculenta (Simon, 1898) – Colòmbia, Brasil, Argentina, Bolívia
- Trechalea connexa (O. Pickard-Cambridge, 1898) – Mèxic
- Trechalea extensa (O. Pickard-Cambridge, 1896) – Mèxic a Panamà
- Trechalea gertschi Carico & Minch, 1981 – EUA, Mèxic
- Trechalea longitarsis (C. L. Koch, 1847) (espècie tipus) – Colòmbia, Equador, Perú
- Trechalea macconnelli Pocock, 1900 – Equador, Perú, Brasil, Guyana, Surinam
- Trechalea paucispina Caporiacco, 1947 – Perú, Brasil, Guyana
- Trechalea tirimbina Silva & Lapinski, 2012 – Costa Rica